# Clásica San Sebastián 2017
Die 37. Clásica San Sebastián 2017 war ein spanisches Straßenradrennen. Das Eintagesrennen fand am Samstag, den 29. Juli 2017, statt. Dieses Radrennen startete und endete im baskischen San Sebastian mit einer Länge von 231 km. Zudem gehörte es zur UCI WorldTour 2017 und war dort das von 26. insgesamt 38 Rennen dieser Serie. Sieger wurde Michał Kwiatkowski aus Polen vom Team Sky.

## Rennverlauf
10 Kilometer nach dem Start konnten sich sechs Fahrer vom Feld absetzen, darunter Christoph Pfingsten (Deutschland/Bora). Diese Gruppe erhielt maximal 5 Minuten an Vorsprung. 50 Kilometer vor dem Ziel, am Anstieg des Jaizkibels, wurde die Spitzengruppe wieder eingeholt. Anschließend attackierte Imanol Erviti (Spanien/Movistar) am Jaizkibel und ging als Solist in die Abfahrt. Allerdings kurze Zeit später wurde er von der nächsten größeren Gruppe wieder gestellt. Nachdem es im Arkale auch kein Radprofi sich entscheidend absetzen konnte, platzierte Gianni Moscon
(Italien/SKY) seine Attacke gut 30 Kilometer vor dem Ziel. Moscon konnte sich 40 Sekunden herausfahren. Auch er wurde wieder eingeholt an der letzten Steigung, der Murgil Tontorra. In dieser Steigung, gut 7 Kilometer vor dem Ziel, konnte sich Mikel Landa (Spanien/SKY), Tony Gallopin (Frankreich/Lotto Soudal) und Bauke Mollema (Niederlande/Trek) absetzen und gingen gemeinsam in die folgende Abfahrt. 4 Kilometer vor dem Ziel konnten Tom Dumoulin (Niederlande/Sunweb) und Michał Kwiatkowski (Polen/SKY) zu dem Trio aufschließen. 1500 Meter vor Ende wollte Landa das Ziel als Solist erreichen und attackierte. Dumoulin folgte ihm und kurze Zeit später waren die beiden wieder gestellt. Im Sprint dieses Quintetts gewann Kwiatkowski.

## Teilnehmende Mannschaften
Automatisch startberechtigt waren die 18 UCI WorldTeams. Zusätzlich wurden zwei UCI Professional Continental Teams eingeladen.
| WorldTeams (18)- AG2R La Mondiale - Astana - Bahrain-Merida - BMC Racing Team - Bora-Hansgrohe - Cannondale-Drapac - Dimension Data - FDJ - Katusha-Alpecin - Lotto NL-Jumbo - Lotto-Soudal - Movistar Team - Orica-Scott - Quick-Step Floors - Sky - Team Sunweb - Trek-Segafredo - UAE Team Emirates Professional Continental Teams (2)- Caja Rural-Seguros RGA - Cofidis, Solutions Crédits |
| |

## Rennergebnis
| \| Gesamtwertung \| Gesamtwertung \| Gesamtwertung \| Gesamtwertung \| Gesamtwertung \| \| Fahrer \| Fahrer \| Land \| Team \| Zeit \| \| ------------- \| ------------------ \| ------------- \| ----------------- \| --------------- \| \| 1. \| Michał Kwiatkowski \| Polen \| Team Sky \| 5 h 52 min 53 s \| \| 2. \| Tony Gallopin \| Frankreich \| Lotto-Soudal \| + 0 s \| \| 3. \| Bauke Mollema \| Niederlande \| Trek-Segafredo \| + 0 s \| \| 4. \| Tom Dumoulin \| Niederlande \| Team Sunweb \| + 0 s \| \| 5. \| Mikel Landa \| Spanien \| Team Sky \| + 2 s \| \| 6. \| Alberto Bettiol \| Italien \| Cannondale-Drapac \| + 28 s \| \| 7. \| Anthony Roux \| Frankreich \| FDJ \| + 38 s \| \| 8. \| Greg Van Avermaet \| Belgien \| BMC Racing Team \| + 38 s \| \| 9. \| Tiesj Benoot \| Belgien \| Lotto-Soudal \| + 38 s \| \| 10. \| Nicolas Roche \| Irland \| BMC Racing Team \| + 38 s \| |                    |             |                   |                 |
| |                    |             |                   |                 |
| Quelle: ProCyclingStats |                    |             |                   |                 |
| Gesamtwertung |                    |             |                   |                 |
| Fahrer | Fahrer             | Land        | Team              | Zeit            |
| 1. | Michał Kwiatkowski | Polen       | Team Sky          | 5 h 52 min 53 s |
| 2. | Tony Gallopin      | Frankreich  | Lotto-Soudal      | + 0 s           |
| 3. | Bauke Mollema      | Niederlande | Trek-Segafredo    | + 0 s           |
| 4. | Tom Dumoulin       | Niederlande | Team Sunweb       | + 0 s           |
| 5. | Mikel Landa        | Spanien     | Team Sky          | + 2 s           |
| 6. | Alberto Bettiol    | Italien     | Cannondale-Drapac | + 28 s          |
| 7. | Anthony Roux       | Frankreich  | FDJ               | + 38 s          |
| 8. | Greg Van Avermaet  | Belgien     | BMC Racing Team   | + 38 s          |
| 9. | Tiesj Benoot       | Belgien     | Lotto-Soudal      | + 38 s          |
| 10. | Nicolas Roche      | Irland      | BMC Racing Team   | + 38 s          |